# Clostera palla
Clostera palla är en fjärilsart som beskrevs av French 1882. Clostera palla ingår i släktet Clostera och familjen tandspinnare. Inga underarter finns listade i Catalogue of Life.